# Manel Amara
Manel Amara (arabe : منال عمارة) est une actrice et chanteuse tunisienne. Elle est notamment connue pour avoir joué le rôle de Naziha dans la série télévisée Pour les beaux yeux de Catherine.
En juin 2011, elle est en couverture du magazine people Star Mag. Elle fait la couverture du magazine tunisien E-jeune en mai 2012 ; elle apparaît également en première page du numéro de juillet.
Elle est l'égérie de la maison de couture tunisienne Wissam Ben Amor.

## Filmographie

### Cinéma
- 2008 : L'Accident[1] de Rachid Ferchiou

### Télévision

#### Séries
- 2004 : Hssabet w Aqabet de Habib Mselmani : Latifa Messaadi alias Zouhour
- 2005 : Chaâbane fi Ramadhane de Salma Baccar : Arij
- 2005 et 2008 : Choufli Hal (invitée de l'épisode 18 de la saison 1 et de l'épisode 27 de la saison 4) de Slaheddine Essid : Monica
- 2006 :
  - Hayet Wa Amani de Mohamed Ghodhbane : Amani
  - Hkeyet El Aroui de Habib Jomni : Fatma (épisode Celui qui travaille gagne)
- 2009 : Aqfas Bila Touyour (ar) d'Ezzeddine Harbaoui : Dalila
- 2010 : Nsibti Laaziza (invitée d'honneur de l'épisode 5 de la saison 1) de Slaheddine Essid : Douja
- 2011 : Njoum Ellil (saison 3) de Mehdi Nasra
- 2012 :
  - Onkoud El Ghadhab de Naïm Ben Rhouma
  - Pour les beaux yeux de Catherine de Hamadi Arafa : Naziha
- 2014 : Talaa Wala Habet de Majdi Smiri : Chérifa
- 2015 : Le Risque de Nasreddine Shili : Nawel
- 2016 : Bolice 2.0 (épisode 17) de Majdi Smiri
- 2018 : Elli Lik Lik de Kaïs Chekir
- 2021 : Millionnaire de Muhammet Gök : Manel

#### Téléfilms
- 2004 : Tin El Jebel d'Ali Mansour

#### Émissions
- 2012 : Le Crocodile (épisode 27) sur Ettounsiya TV
- 2013 : Startime (épisode 53) sur Tunisna TV
- 2014 :
  - Dbara Tounsia (épisode 2) sur Ettounsiya TV
  - The Illusionist 2 (épisode 2) sur Hannibal TV
  - Noujoum Fil Fakh (épisode 14) sur Hannibal TV
  - El Zilzal 2 (épisode 6) sur Nessma
  - L'anglizi (épisode 4) sur Tunisna TV
- 2015 :
  - Ettayara sur Attessia TV
  - Ghani Lel Jamaaya (épisode 6) sur El Hiwar El Tounsi
- 2016 :
  - Hkayet Tounsia (épisode 4) sur Ettounsiya TV
  - Ma Binetna (épisode 6) sur Ettounsiya TV
- 2018 : Hkeyet Romthan sur El Hiwar El Tounsi : chroniqueuse
- 2018-2019 : Idhak Maana (saison 1) sur Attessia TV : chroniqueuse

## Musique

### Discographie
- 2015 : Best of

### Chansons
- 2010 :
  - Helwa Hayati, écrite par Keith Thompson et Ahmed Madhi
  - Jeunes du monde, en duo avec Ahmed Mejri (chanson écrite et composée par Ahmed Mejri)
- 2011 :
  - Awel Kelma Bledi, écrite et composée par Hatem Guizani
  - Bensa Hali, écrite et composée par Ziad Borji
- 2012 : El Boukhoukhou, écrite par Hatem Guizani
- 2013 : Labet Elhob
- 2014 :
  - Lommou Lommou, reprise moderne du mezoued populaire tunisien homonyme
  - Smaat Alik[2], reprise en arabe de la chanson Someone like You d'Adele
- 2015 :
  - Kattoussi
  - Mabannek, écrite et composée par Mohamed Jebali
  - Sidi Habib
  - Je Yetzaaben[3], poème de Si Béchir, musique composée par Nadir Cherif
- 2016 : Lila Ersi
- 2017 :
  - Chwaya Chwaya
  - Ana Loulaya
  - Chikli Chekla (album de chansons pour enfants)
- 2019 : Ana Mahboula
- 2020 : Nijb Almani

### Distinctions
- Prix de la meilleure jeune chanteuse arabe pour Bensa Hali au Festival international de l'Oscar des vidéoclips (Le Caire) en 2012[4]

## Spectacle
- 2011 : Les Éternelles by Manel, reprises de chansons françaises

## Théâtre
- 2005 : Al Moutachaâbitoun (Les Opportunistes), texte d'Ali Louati et mise en scène de Mohamed Driss
- 2006 : Ichkabad, texte de Taoufik Jebali et Mohamed Raja Farhat avec une mise en scène de Lotfi Achour (El Teatro)[5]